# アリアナ・シン
アリアナ・シン（Arianna Sinn、1984年10月14日 – ）は、ルーマニア出身のポルノ女優。

## 経歴
2008年12月、Foxy Mary名義でモデルとして活動を始めた。現在はScore等のメディアにおいて活動している。

## 出演作
- 「Big Boob Finishing School」
- 「Big Naturals 22 Pulse Distribution Facial」
- 「Breast of Scoreland 2」
- 「Busty Arianna」
- 「Mammary Mambo」
- 「On Location Grand Bahama」
- 「Tits and Tugs 6 Score」